# Детская музыкальная школа имени П. И. Чайковского
Таганрогская детская музыкальная школа им. П. И. Чайковского — музыкальная школа в Таганроге, основанная в 1887 году.

## История

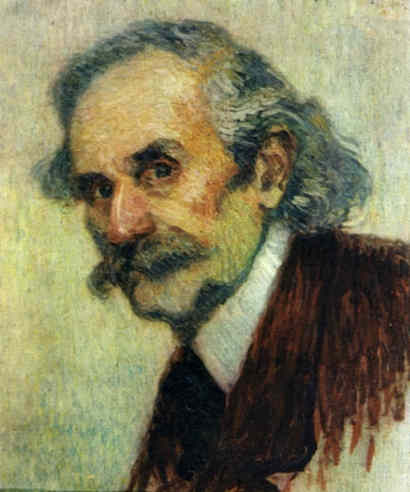
В. И. Сук. Авт. Л. Пастернак

В 1887 году в Таганроге были открыты музыкальные классы, учредителем которых стал Вячеслав Иванович Сук, видный впоследствии музыкальный деятель, дирижёр Большого театра оперы и балета, народный артист РСФСР.
В 1897 году директором музыкальных классов был назначен Валериан Гаэтанович Молла, талантливый дирижёр и педагог.
В 1938 году заведению было присвоено имя Петра Ильича Чайковского.
Педагоги 1930-1950-х годов — пианистки Анна и Галина Неверовы, Раиса и Ольга Мухины, Елизавета Данилина, скрипачи А. Пархоменко, Я. Бланк, Л. Лисов, виолончелисты А. Гончаров, Д. Белых, композитор Николай Пономаренко. В послевоенное время в школе работала плеяда замечательных педагогов-музыкантов: В. И. Гааг, О. А. Демидина, А. А. Яковлева, Н. С. Фищенко, В. П. Мельников, В. О. Давидян, Н. П. Сурков, Н. А. Щепановская, В. А. Пятаков, В. А. Газдальская, О. П. Данченко, Т. Ф. Силко, А. Куликова, которые вырастили талантливых музыкантов, создали высокую исполнительскую и методическую основу музыкальной педагогики. На смену им пришли замечательные педагоги Т. М. Кузнецова (фортепиано), Н. И. Борцова (фортепиано), Е. В. Савельева, В. И. Аникеев, В. Ф. Скворцов и многие другие.
В послевоенное время музыкальная школа располагалась в старинном особняке по улице Греческой, 50. Здесь таганрогская интеллигенция посещала педагогические концерты и традиционные вечера. Каждую весну на сцене городского театра им. А. П. Чехова с неизменным успехом и широким общественным резонансом проходили отчётные вечера.
В 1958 году в музыкальной школе были открыты джазовое и вокальное отделения. В 1995 году было открыто отделение одарённых детей .
В феврале 2012 года музыкальная школа отметила свой 125-летний юбилей. В честь этого события в Таганрогском драматическом театре им. А. П. Чехова состоялся юбилейный праздничный концерт, в котором приняли участие преподаватели, ученики, знаменитые выпускники школы.
В марте 2013 года в музыкальной школе был проведён Городской фестиваль эстрадной и джазовой музыки им. В. Парнаха. В конкурсной программе участвовали как юные инструменталисты, так и профессиональные музыканты и ансамбли.
В 2013 году ученик Детской музыкальной школы им. П. И. Чайковского Андрей Акопянц стал участником сводного детского хора России, который выступил 9 января 2014 года на сцене Мариинского театра. Этот хор выступил на официальной церемонии закрытия XXII Олимпийских зимних игр в Сочи.
Усилиями Детской музыкальной школы им. П. И. Чайковского в её стенах  проводится городской детский конкурс академического вокала «Золотые голоса». В 2014 году концерт победителей конкурса и церемония награждения участников проводились во Дворце Алфераки.

## Руководители школы
- с 2022 по наст. время - Ю. В. Фролова[10]
- с 1984 по 2022 — В. Ф. Скворцов[3]
- с 1945 по 1984 — П. А. Носков
- с 1897 по 19?? — В. Г. Молла

## Известные сотрудники и ученики
- Ветров, Владислав Владимирович (1964) — советский и российский актёр театра и кино, режиссёр, сценарист. Заслуженный артист России.[3]
- Захаров, Владимир Григорьевич (1901—1956) — композитор, хоровой дирижёр. Народный артист СССР. Лауреат трёх Сталинских премий.[11]
- Молла, Валериан Гаэтанович (1872—1938) — дирижёр, пианист, педагог, композитор[12][13]
- Науменко, Александр Анатольевич (1956) — советский и российский оперный певец, солист Большого театра РФ. Народный артист России.[4]
- Образцова, Елена Васильевна (1939) — советская и российская оперная певица, актриса, педагог. Народная артистка СССР. Герой Социалистического Труда.
- Пономаренко, Николай Степанович (1893—1952) — композитор, педагог, заслуженный деятель искусств Молдавской ССР.
- Сладковский, Александр Витальевич (1965) — дирижёр, художественный руководитель Государственного симфонического оркестра РТ, заслуженный артист России.[2]
- Сук, Вячеслав Иванович (1861—1933) — российский и советский дирижёр и композитор чешского происхождения, народный артист РСФСР.

См. также Персоналии:Детская музыкальная школа имени П. И. Чайковского